# Irakli Alassania

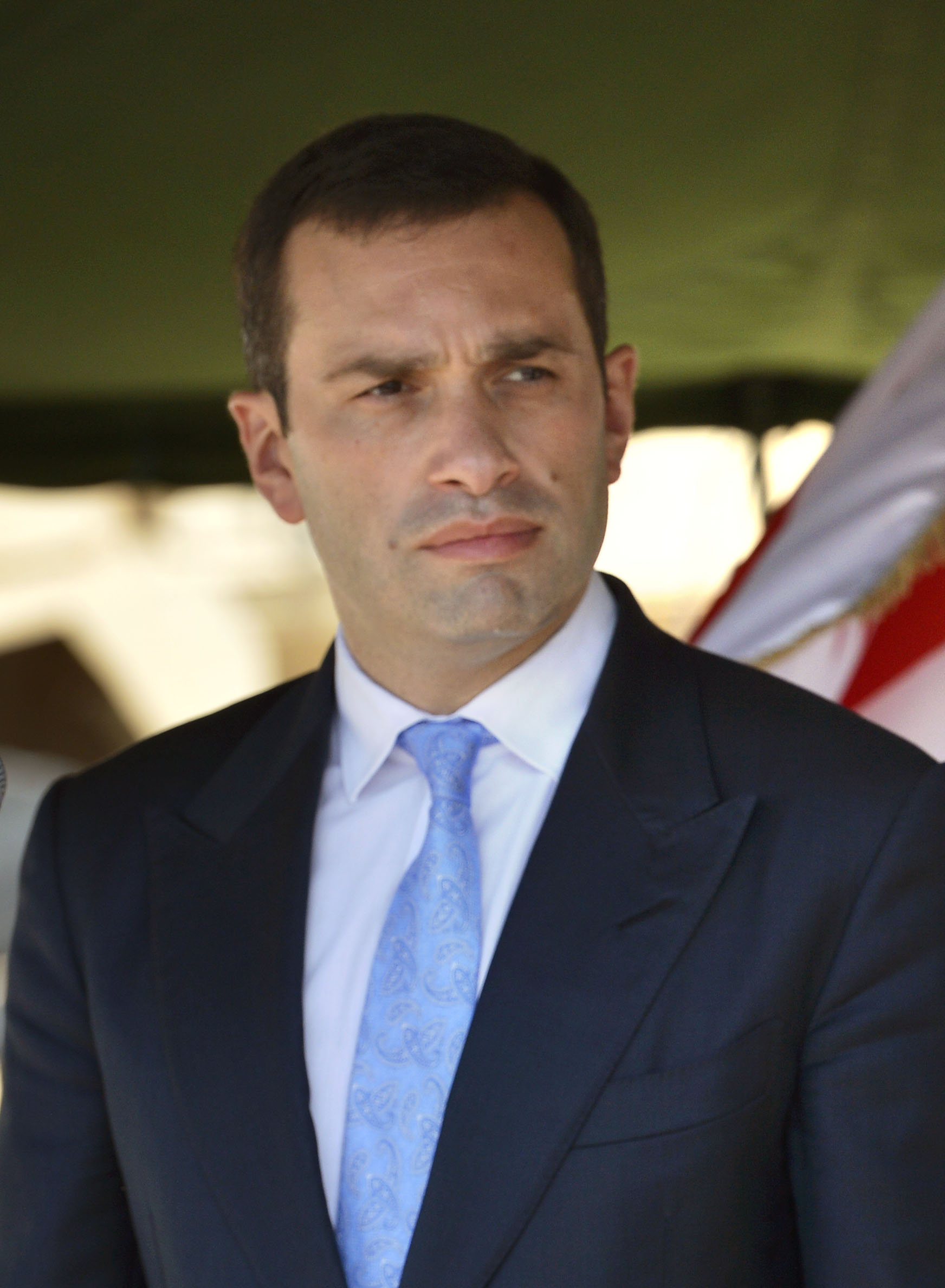
Irakli Alassania (2014)

Irakli Alassania (georgisch ირაკლი ალასანია; * 21. Dezember 1973 in Batumi, Georgische SSR) ist ein georgischer Politiker und Diplomat. Von September 2006 bis Dezember 2008 war er Botschafter Georgiens bei den Vereinten Nationen in New York. 2009 wurde er Vorsitzender der Partei Unser Georgien – Freie Demokraten, die sich 2012 dem Bündnis Georgischer Traum anschloss. Von Oktober 2012 bis November 2014 war er Verteidigungsminister in den Regierungen von Bidsina Iwanischwili und Irakli Gharibaschwili.

## Leben

### Jugend
Er wurde als Sohn des Generals Mamia Alassania geboren, der 1993 beim Massaker von Sochumi ermordet wurde. 1995 schloss er ein Studium des Internationalen Rechts an der Staatlichen Universität Tiflis ab.

### Ministerialbeamter
1994 bis 1998 arbeitete er im georgischen Ministerium für Staatssicherheit, besuchte von 1994 bis 1996 die Georgische Sicherheitsakademie. 1998 wechselte er in das Außenministerium. Dort arbeitete er zunächst in der Abteilung für GUS- und russische Angelegenheiten. Später ging er an die georgische Botschaft in den Vereinigten Staaten. Von Oktober 2001 bis Januar 2002 leitete er die Abteilung für Sicherheitsfragen im Nationalen Sicherheitsrat.

### Vize-Minister
Am 21. Januar 2002 wurde er erster stellvertretender Minister für Staatssicherheit, im März 2004 erster stellvertretender Verteidigungsminister. Am 16. Juli 2004 übernahm er das Amt des stellvertretenden Sekretärs im Nationalen Sicherheitsrat.

### Sonderbeauftragter
Am 28. September 2004 berief ihn Staatspräsident Micheil Saakaschwili zum Vorsitzenden der abchasischen Exilregierung mit Sitz in Tiflis. Am 15. Februar 2005 wurde Sonderbeauftragter und Berater Saakaschwilis bei den georgisch-abchasischen Friedensgesprächen. Die abchasische Regierung lehnte die Ernennung zunächst ab, fügte sich dann aber auf Druck der UNOMIG. Alassania gelang es in dieser Zeit, gute Verbindungen mit verschiedenen abchasischen Politikern herzustellen. Deshalb spielte er im März 2006 eine Schlüsselrolle bei dem Versuch der georgischen Regierung, den Georgisch-Abchasischen Koordinierungsrat wiederzubeleben.

### UNO-Botschafter
Am 11. September 2006 trat er sein Amt als UNO-Botschafter in New York an. Seine Aufgabe als Sonderbeauftragter für abchasische Angelegenheiten behielt er bei. Am 12. Mai 2008 traf er zu einem öffentlich abgeschirmten Gespräch mit der abchasischen Regierung in Sochumi zusammen.
Nach Angaben georgischer Zeitungen trug Staatspräsident Saakaschwili ihm im Oktober 2008 ihm das Amt des Premierministers an, das er jedoch wegen mangelnder Kontrolle über das Innen- und Verteidigungsministerium ablehnte.

### Oppositionspolitiker
Am 4. Dezember 2008 trat er als UN-Botschafter zurück. In einem Zeitungsinterview hatte er einen Monat zuvor die politischen Prozesse, die zum Kaukasus-Konflikt 2008 führten, kritisiert. Er kehrte nach Georgien zurück und gründete am 23. Februar 2009 mit den georgischen Oppositionsparteien Republikanische Partei sowie Neue Konservative Partei, Nowas das Oppositionsbündnis Neue Allianz. Das Bündnis wählte ihn zum Vorsitzenden und stellte ihn als Präsidentschaftskandidaten auf.
Am 16. Juli 2009 gründete er die Partei Unser Georgien – Freie Demokraten. 2012 schloss sich die Partei dem Bündnis Georgischer Traum an. Bei der Wahl 2012 kandidierte Alassania in Sugdidi vergeblich für das georgische Parlament. Georgiens künftiger Premierminister Bidsina Iwanischwili nominierte ihn am 8. Oktober 2012 als Vize-Premier und Verteidigungsminister. Verteidigungsminister blieb er auch in der Regierung von dessen Nachfolger Irakli Gharibaschwili, bis er von diesem am 4. November 2014 geschasst wurde.
Alassania ist verheiratet und hat zwei Kinder.